# Декларація Мартенса
Декларація Мартенса — положення преамбули Гаазької конвенції про закони та звичаї війни 1899, згідно з яким «у випадках, не врегульованих даною угодою, населення та воюючі сторони залишаються під охороною і дією засад міжнародного права, оскільки вони випливають із звичаїв, що встановилися між цивілізованими народами, із законів людяності і вимог суспільної свідомості».

Творцем преамбули до Гаазької конвенції 1907 року був естонський юрист Фрідріх фон Мартенс.

Сучасний зміст декларації означає, що у випадках, які не підпадають під дію норм договірного права, цивільні особи і комбатанти залишаються під захистом принципів міжнародного права, що випливають із встановлених звичаїв, принципів гуманності і вимог суспільної свідомості. Декларація Мартенса належить до системи принципів міжнародного гуманітарного права, що застосовується під час збройних конфліктів.